# Stenosmia denticulata
Stenosmia denticulata är en biart som beskrevs av Van der Zanden 1992. Stenosmia denticulata ingår i släktet Stenosmia och familjen buksamlarbin. Inga underarter finns listade i Catalogue of Life.